# Irmela Hammelstein
Irmela Hammelstein (* 27. Januar 1942 in Elbing/Westpreußen; † 24. Mai 1995 in Wolfsburg) war eine deutsche Politikerin (SPD).
Hammelstein besuchte sowohl die Volksschule als auch die Mittelschule in Helmstedt. Im Anschluss daran war sie auf einer Frauenfachschule in Braunschweig und begann danach eine Ausbildung und später eine Beschäftigung als Elektroberaterin seit 1961 in Düsseldorf, Essen und Bad Godesberg bei verschiedenen Unternehmen der Energieversorgungsbranche. Sie begann ein Studium in Hannover und Braunschweig. Hier legte sie die Prüfung für das Lehramt an Grund- und Hauptschulen im Jahr 1975 ab und ferner für das Lehramt an Realschulen im Jahr 1981. Hammelstein war in Wolfsburg zwischen 1966 und 1986 als Lehrerin zunächst im Angestelltenverhältnis beschäftigt. Im Jahr 1976 wurde sie in das Beamtenverhältnis aufgenommen.
Seit 1966 war sie Mitglied in der Gewerkschaft Erziehung und Wissenschaft, daran schloss sich ihr Beitritt zur SPD im Jahr 1971 an. Hammerstein wurde Mitglied im SPD-Unterbezirksvorstand in Wolfsburg sowie im SPD-Bezirksvorstand in Braunschweig. In Wolfsburg wurde sie ferner Mitglied des Aufsichtsrates der Berufsbildungsstätte. Zwischen 1974 und 1986 war sie Mitglied im Ortsrat des Wolfsburger Stadtteils Vorsfelde. Im Jahr 1981 wurde Hammelstein Ratsfrau im Rat der Stadt Wolfsburg. Ferner war sie in der elften und zwölften Wahlperiode Mitglied des Niedersächsischen Landtages zwischen dem 21. Juni 1986 bis zum 20. Juni 1994. Während dieser Zeit war sie stellvertretende Vorsitzende der SPD-Landtagsfraktion vom 12. Juni 1990 bis zum 20. Juni 1994.
Im November 2019 wurde im Baugebiet „An der Gärtnerei“ in Ehmen, einem Stadtteil von Wolfsburg, eine Straße (Irmela-Hammelstein-Straße) nach ihr benannt.